# Илоки
Илоки (илоканы, илоканцы, самоназвание: ilokano) — австронезийский народ, третий по численности народ Филиппин (9,5 млн человек — 2007, оценка; более 10% филиппинского населения). Живут в основном на севере острове Лусон (провинции Северный Илокос, Южный Илокос, Ла-Унион, Абра, Апаяо, Кагаян, Нуэва-Виская, Исабела, Кирино, Тарлак), в городе Манила, а также островах Бабуян, Миндоро, Минданао и других. С начала XX века илоканская община образовалась в США (603 тыс. человек — в основном на Гавайях и в Калифорнии) и на Гуаме (232 тыс. человек).

## Язык

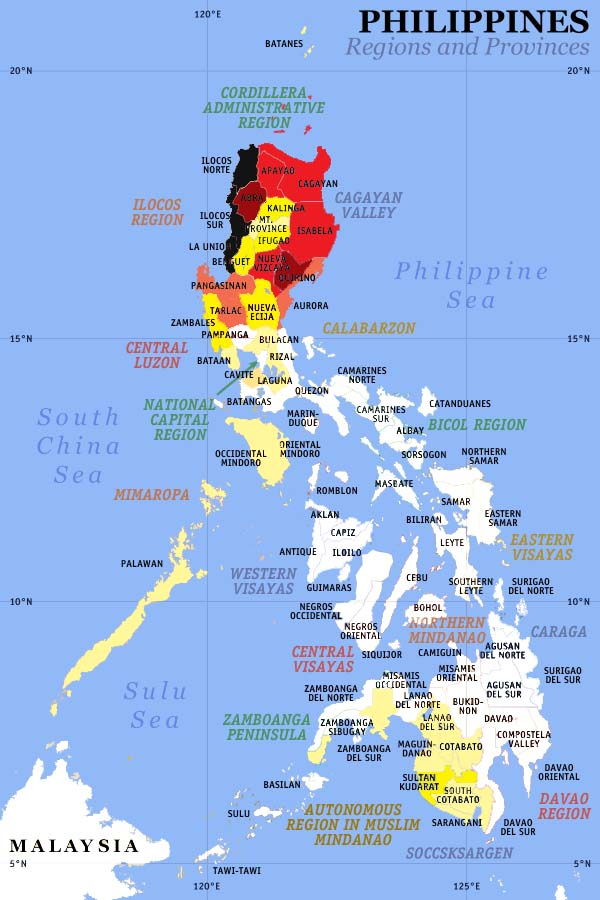
Доля илоканов по провинциям Филиппин

Язык — илоканский (илокано), относится к филиппинской зоне австронезийской семьи языков. Письменность — на основе латиницы. Используют также тагальский, пангасинанский и английский языки.

## Религия
По религии в основном католики, в начале XX века многие илоки примкнули к Независимой Филиппинской (Аглипаянской) Церкви, основанной в 1902 году илоканцем Грегорио Аглипаем.

## Из истории расселения
До конца XVIII века илоки жили на северо-западном побережье острове Лусон. Контакты с испанцами с 1572 года (Х. де Сальседо). До конца XVII века сохраняли культурную близость с горными народам Кордильер (ифугао, калинга, бонтоки и др.): культ верховного небесного божества Кабуниана, шаманизм, жертвоприношения кур, свиней и карабао, ритуальные танцы с бронзовыми гонгами, охоту за головами. До 2-й половины XVIII века оказывали сопротивление испанской колонизации (восстания 1661 под пред. П. Альмасана, 1762-63 — Д. и Г. Силангов). Затем участвовали в карательных экспедициях испанцев против горцев.
В XIX веке малоземелье заставило их мигрировать в другие районы острова Лусон и на другие острова Филиппин, расширяя этническую территорию. Они оттеснили ряд народов к югу (самбалов, ибанагов, пампанганов, пангасинанов), частично их ассимилировав. С начала XX века растёт поощряемая правительством эмиграция илоков из Илокандии в другие районы Филиппин и США.
Илоканские кланы влиятельны в политических кругах современных Филиппин (к ним относится семья диктатора Фердинандо Маркоса). Сейчас усиливается их консолидация с тагалами и висайя.

## Хозяйство и культура
Основные занятия — пашенное земледелие (рис, кукуруза, табак, сахарный тростник, хлопок), овощеводство и животноводство (буйволы, свиньи, куры). В прибрежных районах развиты рыболовство и добыча морской соли.
Ремёсла — ткачество, плетение, гончарство, обработка дерева и металла, ювелирное дело. Развивается промышленность.
Семья моногамная нуклеарная. Счёт родства билатеральный. Брак неолокальный или билокальный.
Жилище — четырёхугольное в плане, двух- или трёхкамерное, свайное, или наземное, на фундаменте. Крыша — четырёхскатная, кроется травой или пальмовыми листьями.
Традиционная мужская одежда — узкие штаны, рубашка навыпуск, коническая соломенная шляпа. Женская — несшитая юбка (саронг), короткая кофта, платок. Традиционная одежда сейчас вытесняется современной.
Пища — рис, овощи, фрукты, рыба. По праздникам — мясо.
Разнообразен фольклор: мифы, сказки, пословицы, эпос «Лам-анг», танцы, песни. Популярны праздники святых — покровителей. Сохраняются пережитки дохристианских верований, почитание верховного бога Кабуниана, духов, культ предков и магия.

## Известные илоки

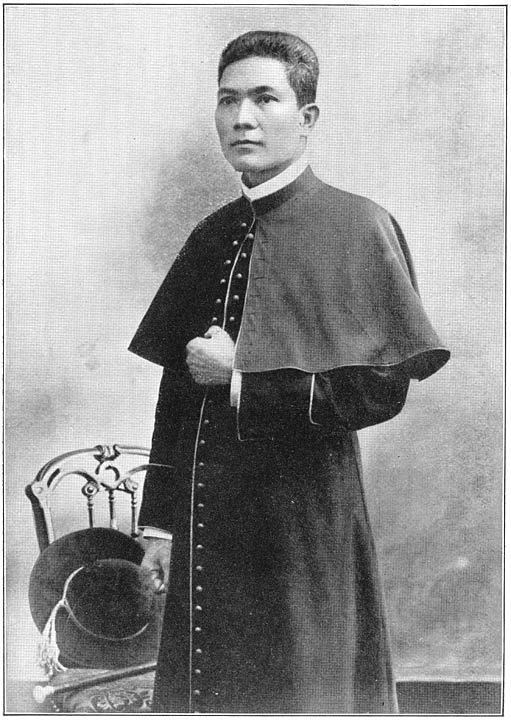
Грегорио Аглипай, церковный реформатор, илок по национальности

- Грегорио Аглипай — религиозный деятель
- Фидель Вальдес Рамос — президент Филиппин
- Глория Макапагал-Арройо — президент Филиппин
- Фердинанд Маркос — диктатор
- Франсиско Сиониль Хосе — филиппинский писатель